# 1,4-diclorobenzene
L'1,4-diclorobenzene (o p-diclorobenzene) è un alogenuro arilico derivato dal benzene.
A temperatura ambiente si presenta come un solido dall'odore caratteristico che sublima lentamente. È un composto nocivo, irritante, cancerogeno, pericoloso per l'ambiente. 
Oggi vietato, veniva utilizzato come conservante nelle collezioni di insetti contro l'attacco di parassiti quali psocotteri e antreni
1,4-Diclorobenzene è classificato come un cancerogeno umano, Studi su diversi animali suggeriscono che l'esposizione a questa sostanza, tramite inalazione o ingestione possa causare tumori al fegato e ai reni.
Per ora le prove provenienti da studi umani, suggeriscono una correlazione tra l'esposizione a questa sostanza e un'elevata possibilità di contrarre la leucemia.
L'esposizione della popolazione è stata documentata principalmente attraverso l'aria interna contaminata da prodotti deodoranti, con concentrazioni più elevate trovate all'interno rispetto ai livelli esterni. Agenzie di regolamentazione come l'EPA e l'OSHA monitorano il 1,4-diclorobenzene a causa delle sue caratteristiche tossiche, imponendo limiti sui livelli di esposizione consentiti e sullo scarico nell'ambiente.

## Proprietà fisiche generali
Il composto possiede proprietà fisiche distinte, essendo un composto aromatico clorurato, volatile e infiammabile, con una solubilità limitata in acqua ma alta solubilità in solventi organici.
1. ↑  Sigma Aldrich; rev. del 17.09.2012
2. ↑  Smaltire il prodotto presso un impianto di trattamento dei rifiuti autorizzato